# Marcos Portugal
Marcos Antônio da Fonseca Portugal (Lissabon, 24 maart, 1762 - Rio de Janeiro, 17 februari 1830) was een van de grotere Portugese operacomponisten.
Zijn meest bekende werk is Le donne cambiate, een klucht in een akte, voor het eerst opgevoerd in het Teatro San Moisè in Venetië, op 22 oktober 1797.

## Biografie
Marcos Portugal studeerde aan het Aartsvaderlijk Klooster, dat in die tijd de enige muziekschool in Lissabon was, bij de componist João de Sousa Carvalho.
Zijn carrière als operacomponist begon in 1786, toen hij benoemd werd tot maestro bij het nieuwe Salitre Theater in Lissabon.
In de loop van de zes jaar die hij op deze post doorbracht, componeerde hij een reeks van Portugese opera's, zijn wijze van componeren spiegelde hij aan de stijl van de opera's van Domenico Cimarosa en andere eigentijdse Italiaanse componisten.
In 1792 vertrok hij naar Italië vanwege een studiebeurs van de Portugese Kroon. Waarschijnlijk is hij daar nooit tot enige studie gekomen, maar zeker is dat hij in die periode een reeks van opera’s voor de Italiaanse theaters componeerde, waardoor hij binnen enkele jaren gezien werd als een van belangrijkste operacomponisten van zijn tijd.
In 1800 keerde hij terug naar Lissabon om de post van directeur bij het Teatro de São Carlos te aanvaarden, tevens werd hij kapelmeester van de Koninklijke Kapel, hij beleefde nu het hoogtepunt in zijn carrière, en werd bejubeld in alle belangrijke Europese theaters.
In 1807 vluchtte de koninklijke familie en het hof naar Rio de Janeiro, vanwege de eerste napoleontische invasie.
Marcos echter verkoos in Lissabon te blijven en werd door de Franse troepen gedwongen een nieuwe opera  te componeren om de verjaardag van de Franse keizer in augustus 1808 te vieren. 
Wat hij feitelijk deed, was een nieuwe versie creëren van de opera Demofoonte, oorspronkelijk gecomponeerd voor La Scala, Milaan, in 1794.
In januari 1811 vertrok hij naar Brazilië, samen met zijn broer Simão Portugal.
Na zijn aankomst werd hij onmiddellijk herbenoemd tot kapelmeester van de Koninklijke Kapel.
Bij zijn inwijding in 1813, werd hij ook benoemd  tot directeur van het Teatro de São João in Rio de Janeiro.
Zijn jaren in Rio besteedde hij in hoofdzaak aan het componeren van geestelijke muziek.

## Werken
Marcos Portugal heeft zo’n 50 opera's geschreven, waarvan er slechts twee zijn uitgevoerd in de twintigste eeuw.
Een daarvan is Le donne cambiate (The mistress and the maid or the triumph of humility),  een muzikale klucht in een akte, voor het eerst opgevoerd in het Teatro San Moisè in Venetië, op 22 oktober 1797, later herzien door de componist voor een nieuwe productie in het Teatro de São Carlos van Lissabon in 1804.
Van al zijn ander opera’s is bekend dat ze er zijn als manuscript en liggen opgeslagen in publieke en privé bibliotheken in Portugal, Italië, Frankrijk, Engeland en andere landen.
Als operacomponist neemt Marcos Portugal een veelbetekende plaats in de geschiedenis van de opera in, omdat hij zijn tijd ver vooruit was, naast stilistische eigenschappen die hij overnam van de meesters  van de Napolitaanse school, zoals Giovanni Paisiello en Domenico Cimarosa, werkte hij technieken uit, die het hedendaagse publiek doet denken aan Rossini's meesterwerken, Il barbiere di Siviglia en La Cenerentola.
- Biblioteca Nacional de España: XX1727184
- Bibliothèque nationale de France: cb14795777h (data)
- CiNii: DA11402210
- Gemeinsame Normdatei: 121463516
- International Standard Name Identifier: 0000 0000 8151 883X
- Library of Congress Control Number: n82006555
- MusicBrainz: dbf672d1-d423-4076-9497-364369037b89
- Nationale Bibliotheek van Israël: 987007283525005171
- Nederlandse Thesaurus van Auteursnamen: 158060407
- Istituto Centrale per il Catalogo Unico: MUSV052909
- SNAC: w6v98tb4
- Système universitaire de documentation: 155660667
- Virtual International Authority File: 71658212
- WorldCat: E39PBJw8XQTF9Wk3tqXVpcHt8C